# La Leona

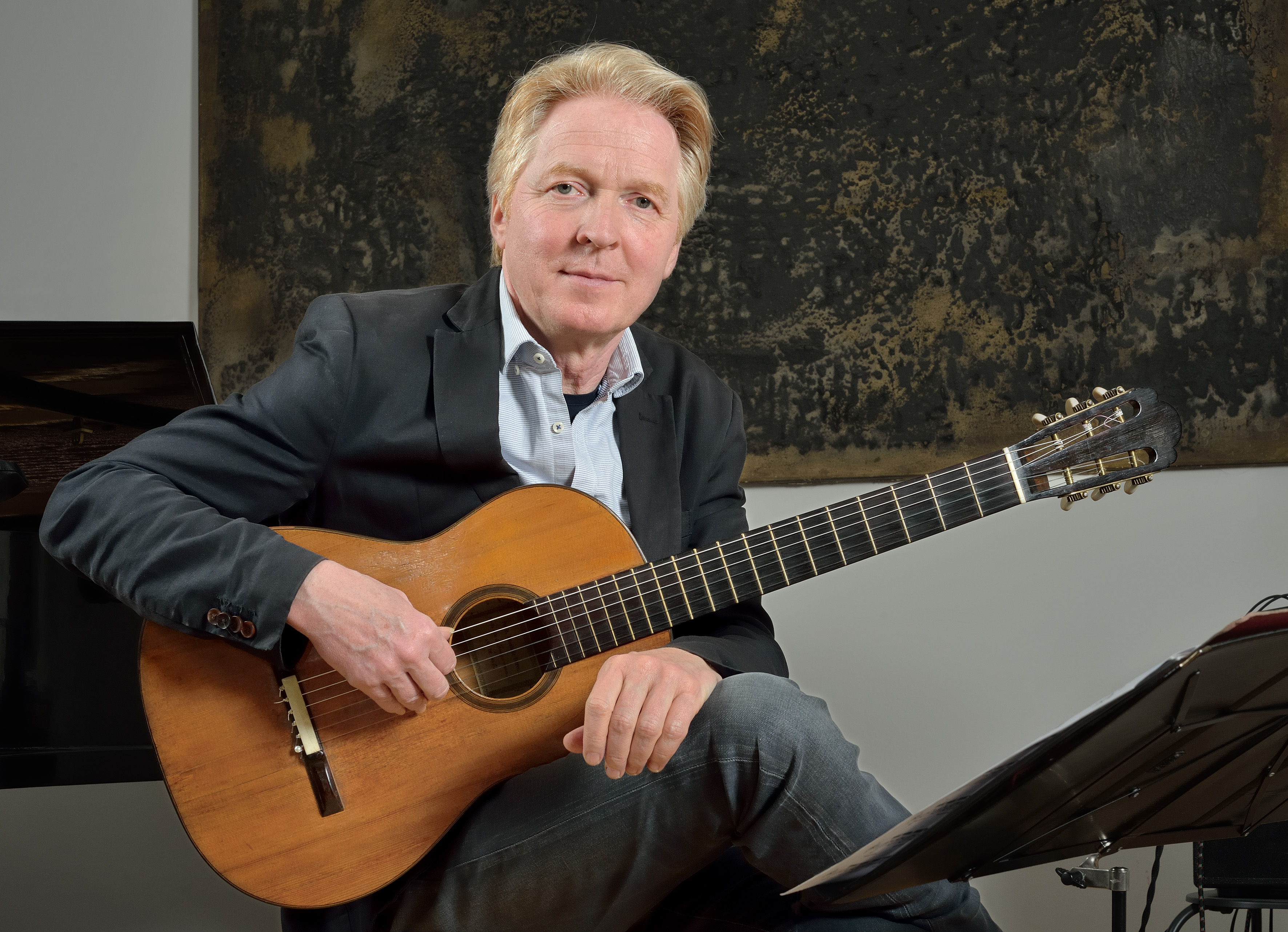
Wulfin Lieske mit der Original „La Leona“ (2017)

La Leona (FE 04) ist die vierte von Antonio de Torres gebaute Gitarre und gilt als sein bestes Instrument. Außerdem gilt sie als Urtyp der modernen Gitarre, da Torres mit dieser im Jahr 1856 gebauten Gitarre den Gitarrenbau revolutionierte.

## Geschichte

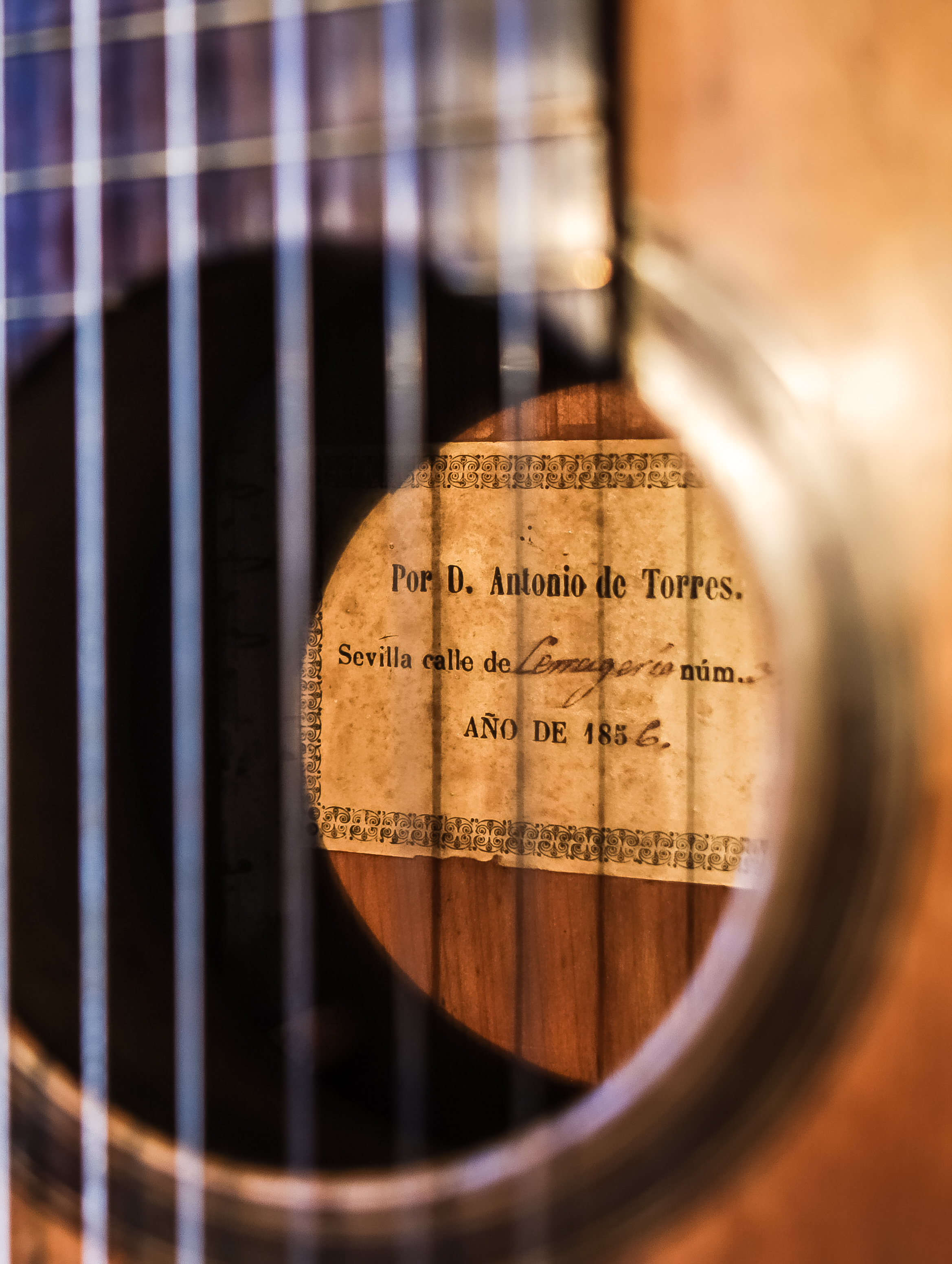
Antonio de Torres „La Leona“ Sevilla 1856 – Schallloch und Label (2015)

Um etwa 1850 kam Julián Arcas nach Sevilla zum Gitarrenbauer Antonio de Torres mit dem Wunsch nach einer Gitarre. Dieses Instrument, die „La Leona“, wurde im Jahr 1856 fertiggestellt. Die Aufschrift auf dem aufgeklebten Zettel auf dem Boden, im Inneren der Gitarre, lautet: „Por D. Antonio de Torres. Sevilla calle de Cerrageria núm. 32. AÑO DE 1856.“ Die Gitarre wurde allerdings nie an Arcas verkauft, er spielte sie zwar auf Konzerten in Spanien, wie zum Beispiel in Madrid, Castellón de la Plana oder in England, aber sie war nie sein Eigentum. Das Konzert in Castellón wurde unter anderem auch von dem neunjährigen Francisco Tárrega, der ein Schüler von Arcas war, zusammen mit seinem Vater besucht. Der Klang der La Leona faszinierte Tárrega so, dass er sich später selbst von Torres eine ähnliche Gitarre bauen ließ.
Die Zuhörer waren begeistert vom Spielen Arcas’, aber genau so sehr vom Klang des Instruments, das bis zu diesem Zeitpunkt als Konzertgitarre noch unbekannt war. Ein britischer Journalist, der Arcas auf La Leona spielen gehört hatte, schrieb im Jahr 1862 von einem „sprechenden Instrument voller Stimmen, gar von einem weinenden Instrument mit flehenden Tönen“ und von „Tönen, die so klar und voll sind, dass man glaubt, sie greifen zu können. Ein feines Strahlen, ein Klang, der sich bewegt, zu atmen scheint.“ In der Tat war der Klang außergewöhnlich und unterschied sich sehr von allen damals bekannten Gitarren. Die Gitarre besitzt einen starken, aber dennoch warmen Ton und war außerdem für damalige Verhältnisse ungewöhnlich laut und kräftig. Kritiker dieser Zeit bezeichneten den Klang der La Leona als „wild“, woraus sich der Name La Leona, „die Löwin“, ableitete. Wer dem Instrument letztendlich diesen Namen gab, ist nicht mit vollständiger Sicherheit zu sagen, er wurde aber laut Briefen von Francisco Mingot an Tárrega von Torres verwendet. La Leona wurde von Arcas und Torres selbst sehr geschätzt, aber ebenso von beispielsweise Tárrega, Miguel Llobet, Emilio Pujol und Regino Sáinz de la Maza. Daher liegt es nahe, dass einer dieser Gitarristen zumindest mitverantwortlich für die Namensgebung ist.
Nach Torres’ Tod im Jahr 1892 erbte seine Tochter Anita zwölf Gitarren, darunter war auch die La Leona. 1892 erwarb Tárrega das Instrument für seine Tochter und Schülerin Elvira, das daraufhin bis zu seinem Tod 1909 in seinem Besitz blieb. Danach kam sie in die Hände eines Freundes von Tárrega. Dieser konnte mit dem Instrument wenig anfangen und verkaufte es in den 1920er Jahren an Don Hilario Solsona. Anschließend geriet die Gitarre, wie auch alle anderen Instrumente von Torres, in Vergessenheit.
1979 erschien in der britischen Zeitung „Guitar International“ ein Artikel von José Romanillos mit dem Inhalt, dass die Erben von Don Hilario Solsona die La Leona verkaufen wollen. Aufgrund dieses Artikels kaufte im Jahr 1980 der Kölner Arzt und Sammler Erhard Hannen das Instrument Señora Luisa Solsona de Barcelona aus Familienbesitz ab. Es befand sich allerdings in sehr schlechtem Zustand, sodass der viel bewunderte Klang von damals kaum mehr vorstellbar war. La Leona wurde deshalb von Benno K. Streu in Freiburg im Breisgau nicht nur akribisch restauriert, sondern er fand auch den ursprünglichen „puente secreto“ wieder. Vor der Restaurierung war das Instrument nicht mehr spielbar. Der Erfolg der Restaurierung wurde in den Gazetten mit der Überschrift „Die Leona brüllt wieder“ gefeiert.
Um 2011 wurde sie exklusiv von Wulfin Lieske gespielt, als Dauer-Leihgabe von Erhard Hannen, in dessen Eigentum sie bis heute steht. Er legte den Stimmton auf a′ = 428 Hz fest. Lieske nahm 2007 das Album El Canto de La Leona mit ihr auf.
Im Jahr 2008 wurde La Leona im Auftrag des Musikwissenschaftlers Helmut Balk durch Helga Haritz vom Entwicklungszentrum Röntgentechnik Fraunhofer in Fürth mit Hilfe von Röntgenstrahlen durchleuchtet, um das Geheimnis des speziellen Klangs zu entschlüsseln. Außerdem wurde sie noch im Greifenberger-Institut für Musikinstrumentenkunde untersucht, um die genaue Bauweise herauszufinden.

## Konstruktion

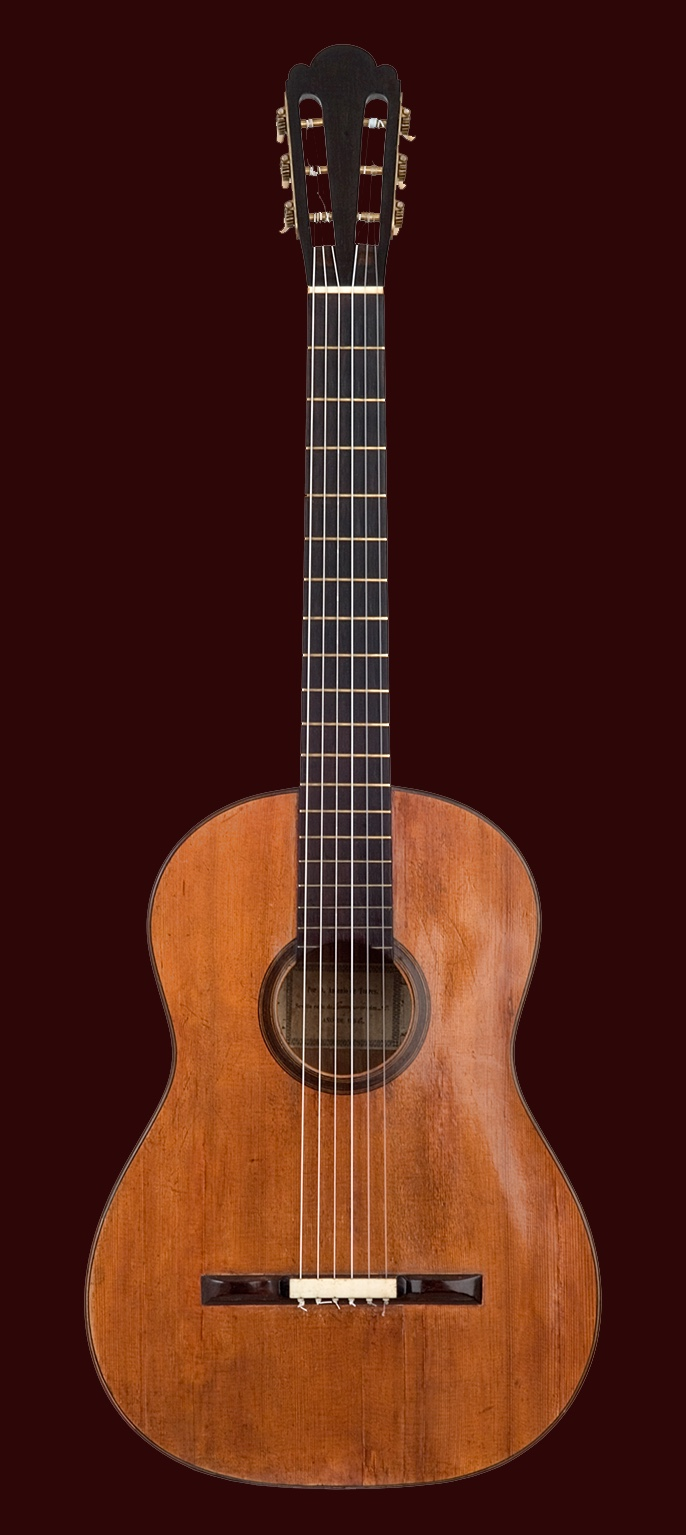
Antonio de Torres „La Leona“ Sevilla 1856 – Frontansicht

La Leona ist größer als typische andere Gitarren der damaligen Zeit, aber dennoch aufgrund der sehr dünnen verwendeten Holzplatten deutlich leichter als andere Instrumente. Die Stärke beträgt bei der Decke zwischen 1,2 und 1,7 mm, beim Boden etwa 2,2 bis 2,5 mm und bei den Zargen ungefähr 1,3 bis 1,7 mm.
Die honigfarbene Decke der La Leona besteht aus Fichtenholz. Zargen und der dreigeteilte Boden sind aus Zypressenholz, während die Fugen zwischen den drei Teilen des Bodens aus Riopalisander sind, genau wie der Steg. Der Hals ist aus Zedernholz und das Griffbrett aus Ebenholz.
Eine Besonderheit der La Leona im Vergleich zu heute üblichen Gitarren ist der Steg ohne Stegeinlage. Dieser Stegtypus findet sich so oder in ähnlicher Form in der ersten Hälfte des 19. Jahrhunderts auf den meisten südspanischen Gitarren.
Es gibt eine Gitarre von Pernás aus dem Jahr 1861, die exakt denselben Stegtypus aufweist wie die La Leona, doch es existierten bereits in den 1840ern Pernás-Instrumente mit diesem Stegtypus, sodass man Antonio de Torres nicht als den Urheber dieser Form annehmen kann.
Diese Art von Steg war möglicherweise schon im 19. Jahrhundert spiel- und bautechnisch problematisch, da sich die Saitenlage hier nicht durch die Stegeinlage einstellen lässt. Aufgrund dieser Problematik wird der Steg der Nachbauten heute beispielsweise mit auswechselbarer Stegeinlage oder ähnlichen Lösungen gebaut. Es wird aber versucht, den Originalcharakter zu wahren.
Auffällig ist der Tornavoz, ein Trichter aus einer Kupferlegierung mit Messing oder Bronze unter dem Schallloch. La Leona war eines der ersten Instrumente überhaupt mit einem Tornavoz. Dieser soll den Resonanzboden unterstützen und den Klang konzentrieren. Er soll die Schallwellen im Korpus bündeln und auf diese Weise einen lauteren Ton abstrahlen. Damit sorgt der Tornavoz auch für einen speziellen Klang.
Im Inneren des Instruments verwendete Torres die von Pagés entwickelte Fächerbeleistung, dabei allerdings ausschließlich bei seinen einfachen Instrumenten nur fünf Fächerleisten. Bei Gitarren wie der La Leona arbeitete er mit sieben zentrierten Fächerleisten aus Fichtenholz mit zwei V-förmigen Abschlussleisten.

## Maße
Die von Torres für die La Leona verwendeten Maße liegen sehr nahe bei den noch heute verwendeten Maßen für Konzertgitarren.
| Oberbug                    | 263 mm   |
| Taille                     | 229 mm   |
| Unterbug                   | 343 mm   |
| Korpuslänge                | 464 mm   |
| Mensur                     | 649 mm   |
| Deckenfläche               | 1240 cm² |
| Gewicht (inkl. Mechaniken) | 1200 gr  |

## Nachbauten

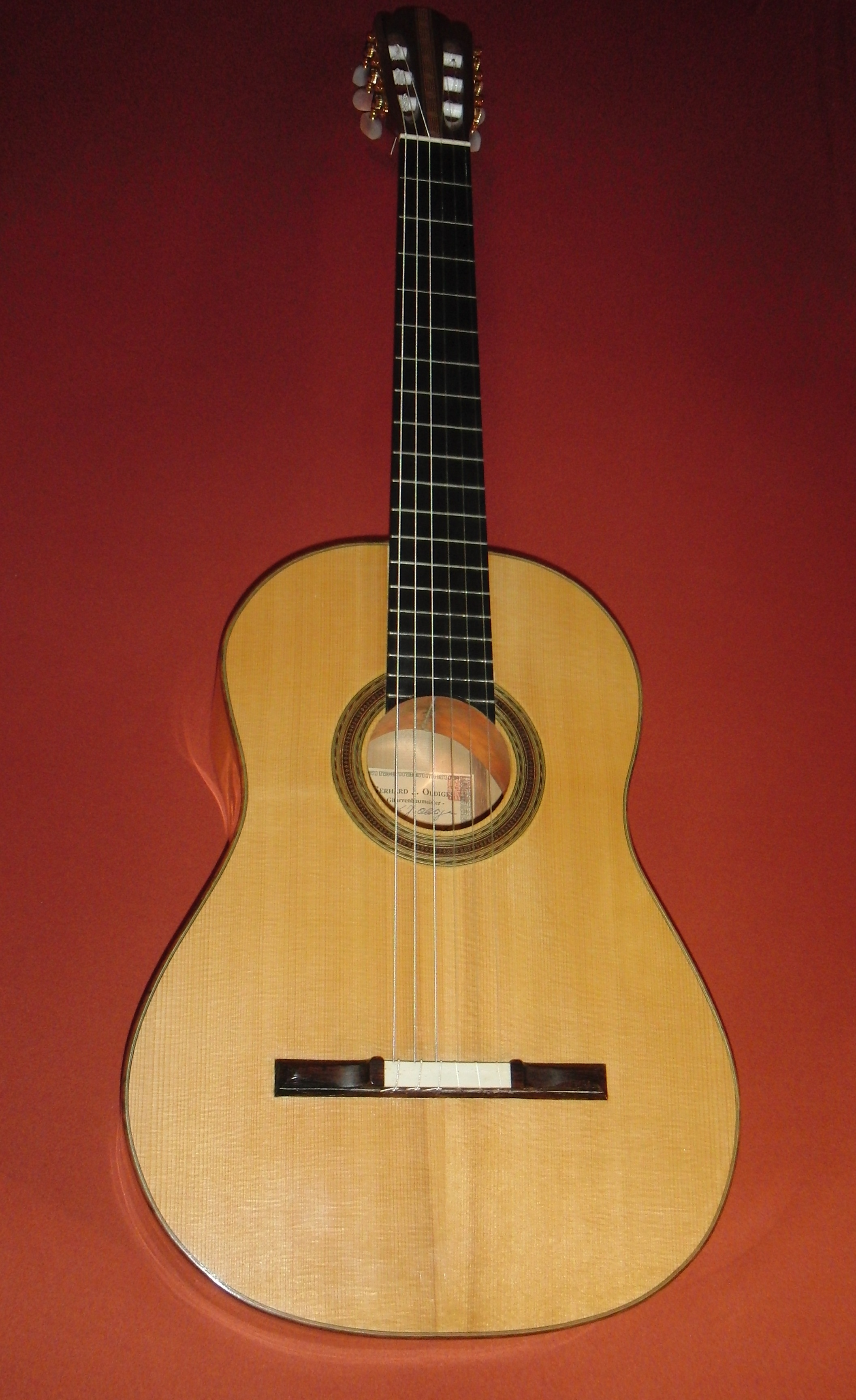
Nachbau der „La Leona“ von Gerhard Oldiges

Bereits nach Torres’ Tod im Jahr 1892 wurden erste Kopien von La Leona gemacht, weswegen José L. Romanillos, der eine 1987 erstmals veröffentlichte Biografie über Torres schrieb, alle „Leonas“ überprüfen musste, um das Original herauszufinden. Das Instrument war noch in den 1950er Jahren in Barcelona unter diesem Namen in einer Ausstellung von Instrumenten zu sehen und noch in den 1960ern war das Wissen um die echte Identität der Gitarre in den Gitarrenkreisen von Barcelona bekannt, ging aber in den Folgejahren nach und nach verloren.
Die La Leona war lange Zeit bis zu ihrer Wiederentdeckung durch Romanillos eher eine Legende, von der man nicht richtig wusste, welche Gitarre tatsächlich gemeint ist. Der amerikanische Autor David George verwechselt beispielsweise in seinem Buch „The Flamenco Guitar“ die sehr schlichte Leona von 1856 mit der sehr viel spektakuläreren Gitarre von 1858 (FE 08), mit der Torres angeblich einen Preis gewonnen hat. Verwechslungen dieser Art sowie Vermutungen, dass die La Leona vielleicht gar nicht mehr existiert, traten öfters auf.
Es war nicht ganz einfach, die Innenkonstruktion der La Leona herauszufinden, denn der Tornavoz versperrt, anders als bei den meisten Gitarren, den Blick durch das Schallloch nach innen. Die einzige Möglichkeit besteht darin, mithilfe kleiner Spiegel Ausschnitte zu erkennen.
Eine andere Möglichkeit wäre es, sie zu öffnen. Die La Leona wurde bereits mindestens einmal geöffnet, was man daran erkennen kann, dass in den frühen 1940er Jahren der Madrider Gitarrenbauer Santos Hernandez im Inneren des Instruments neben dem Schallloch unterzeichnet hat, einer Stelle, an die man anders als durch ein Öffnen des Instruments nicht hinkommen kann.
José Romanillos erwähnt in seinem Werk über Torres weiterhin, dass der Gitarrenbauer Marcelino López Nieto in Madrid eine Kopie von La Leona für seine eigene Sammlung von Kopien und Repliken baute. Das muss wohl rund um oder kurz vor 1980 gewesen sein.
Seit Anfang der 1990er Jahre baut auch der deutsche Gitarrenbauer Gerhard Oldiges in Niederweimar gelegentlich Nachbauten von La Leona.
Einige Nachbauten fertigte außerdem vor einigen Jahren Fritz Ober (1955–2020) in München an, der auch mehrere andere Gitarren von Antonio de Torres restaurierte.
Mit der im Juni 2017 entstandenen Replik des Originals folgte der Gitarrenbauer Carl Hermann Schäfer aus Niederbrechen bei Limburg den restauratorischen Prinzipien von Helmut Balk (Greifenberger Institut für Musikinstrumentenkunde). Halswinkel, Beleistung und die Knüpfbefestigung der Saiten entsprechen dem mutmaßlich ursprünglichen Konzept des Originals.